# Catrien Bijleveld
Catharina Christina Johanna Hermina (Catrien) Bijleveld (1958) is een Nederlands criminoloog en sinds 2003 hoogleraar methoden en technieken van criminologisch onderzoek aan de Vrije Universiteit te Amsterdam.

## Levensloop
Bijleveld studeerde tot 1986 Methoden en Technieken van Sociaal Wetenschappelijk Onderzoek en promoveerde in 1989 met het proefschrift Exploratory linear dynamic systems analysis over de analyse van categorische tijdreeksen. In 2002 studeerde zij cum laude af in de rechtsgeleerdheid aan de Universiteit Leiden.
Bijleveld begon haar werk als statistisch consultant bij TNO. Ze werkte hierna aan de Universiteit Leiden bij de vakgroep Methoden en Technieken van de faculteit Psychologie. In 1997 werd zij bij het Ministerie van Justitie de coördinator van het onderzoek naar strafrechtspleging, milieuhandhaving, ex-tbs gestelden, recidive in algemene zin en vreemdelingen.
Sinds 2001 is zij senior onderzoeker aan het Nederlands Studiecentrum Criminaliteit en Rechtshandhaving, een NWO-instituut, waar ze in 2014 de directeur van werd. Sinds 2003 is zij tevens hoogleraar aan de Vrije Universiteit te Amsterdam.
Op 17 juni 2022 werd bekendgemaakt dat de ministerraad heeft ingestemd met de voordracht van Bijleveld voor benoeming tot lid van de Wetenschappelijke Raad voor het Regeringsbeleid (WRR).

## Publicaties
Bijleveld schreef tientallen artikelen en enige boeken:
- 1989. Exploratory linear dynamic systems analysis. proefschrift universiteit Leiden ISBN 90-6695-035-8
- 2003. Mens, durf te meten! Over methoden en technieken van criminologisch onderzoek. Boom Den Haag ISBN 90-5454-309-4
- 2005. Methoden en Technieken van Onderzoek in de Criminologie, Boom Juridische Uitgevers Den Haag. (4e druk 2009 ISBN 978-90-8974-133-2)
- 2009. Multivariate analyse: Een inleiding voor criminologen en andere sociale wetenschappers. ISBN 9789089740748

- Gemeinsame Normdatei: 134036964
- International Standard Name Identifier: 0000 0000 8088 0255
- Library of Congress Control Number: n91064373
- Mathematics Genealogy Project: 119542
- NARCIS: PRS1242848
- Nationale Bibliotheek van Israël: 987007439408105171
- Nationale en Universitaire bibliotheek Zagreb: 000567742
- Nederlandse Thesaurus van Auteursnamen: 072727330
- Système universitaire de documentation: 135321433
- Virtual International Authority File: 8593197
- WorldCat: E39PBJd3HBB8hyprXPvx3WrQbd